# 자주통일과 민주주의를 위한 코리아연대
자주통일과 민주주의를 위한 코리아연대(自主統一과 民主主義를 위한 코리아聯帶, 약칭: 코리아연대)는 2003년 설립된 21세기코리아연구소를 중심으로  '서울민주아카아브', '대안경제센터', '충남성평등교육문화센터', '로컬푸드연구회', '노동연대실천당' 등 6개 단체의 연대조직으로 2011년 11월 21세기코리아연구소가 내걸었던 목표인 ‘주한미군 철수→자주적 민주정부 수립→연방제 통일 실현’을 달성하기 위한 대중운동 조직으로 결성되었다. 자주적인 한국의 재통일을 요구하는 NL계 친북 성향 사회운동 단체이다. 6.15선언과 10.4선언의 이행을 촉구하고 연방제 통일안에 동조하는 등의 활동으로 이적단체로 규정되어 재판중이다. 2016년 7월1일 "사상과 표현·결사의 자유가 보장되지 않는 한 민주주의와 인권 유린을 막을 수 없다. 어떤 진보적 활동도 정상적으로 이뤄질 수 없다"는 이유로 자진 해산을 발표했다. 남씨는 2011년 11월 코리아연대의 출범을 준비하는 등 코리아연대 결성부터 주요 역할을 수행했다. 인터넷 신문 '21세기 민족일보', 팟캐스트 '코리아 포커스', 월간 '레지스탕스' 등을 통해 북한 로동신문, 조선중앙통신 등에 게시된 기사, 성명서 등을 게재해 이적단체로 규정돼 있다.

## 활동
헌법재판소가 통합진보당에 대한 정당해산심판을 결정한 직후인 2014년 12월 22일 서울지방경찰청과 충남지방경찰청은 이적(58) 민통선평화교회 목사와 코리아연대 회원 등 13명의 자택과 사무실을 압수수색을 했다. 이에 코리아연대 관계자들은 2015년 1월 8일 오전 서울 종로구 기독교회관 앞에서 기자회견을 열고 "압수수색을 하면서 이적 목사의 교회 십자가가 분해되고 코리아연대 회원 어머니가 감금되는 등 종교·인권 탄압이 이뤄졌다"고 하면서 이는 "박근혜 정부가 정치적 위기를 벗어나려고 "2011년 김정일 국방위원장 사망 당시 조문을 위해 방북을 신청했던 과거를 들춰내 종북으로 몰아가는 등 진보적 평화활동가들을 종북으로 몰아 탄압하고 있다"고 주장하면서 "2002년 정부의 허락없이 방북했던 박근혜 대통령도 국가보안법을 위반한 것"이라며 압수수색 과정에서의 인권탄압과 불법행위, 2002년 박근혜 대통령의 방북 행위에 대한 국가보안법 위반 여부에 대해 법적 대응할 계획도 밝하묘 기자회견 후 압수수색 당사자 13명 중 10명은 정부의 코리아연대 회원에 대한 감시와 진보 단체 인사들에 대한 탄압 중단을 목표로 기독교회관 7층에서 무기한 농성을 시작했다. 한국기독교교회협의회(NCCK)가 십자가 등 성물이 훼손됐다며 2015년 1월 19일 당국의 사과와 재발방지를 촉구했다.
구은수 서울지방경찰청장은 2015년 1월 30일 오후 1시 53분서울 종로구 한국기독교교회협의회(NCCK)를 찾아 "작년 12월 22일 경찰에서 집행하는 과정에서 최대한 예의를 갖추고 했다고는 하지만 결과적으로 기독교에 대해 심려를 끼쳐 드려 유감스럽게 생각한다 앞으로 법을 집행하는 과정에서 좀 더 신중을 기해 이런 일이 발생하지 않도록 유의하겠다"고 말하며 교계 관계자들에게 사과했다.
2015년 5월 26일 변호사 박씨는 국가보안법 위반 혐의로 검찰 조사를 받게 된 옛 통합진보당 청년위원장 A씨와 함께 수원지검 영상녹화실에 들어갔다가 검사가 피의자에 대해 인정신문(신원확인)을 하려하자 수갑을 풀어달라고 요구한 것을 거절 당한 채 강제 퇴거 당하자 "피의자의 수갑해제 요청을 거부하고 변호인을 퇴거시킨 검사의 처분을 취소해달라"며 제기한 소송에서  2015년 7월 28일 수원지방법원 형사2단독 황재호 판사는 코리아연대 청년위원장 박모 변호인의 처분취소 청구를 받아들여 해당 처분(수갑해제 거부)에 대해 취소 결정을 내렸다. 이와 함께 헌법소원 사건에서 경찰관의 장구 사용 준칙에 대해 위헌 결정을 내렸지만 그 이후에도 경찰관은 단기 3년이상의 피의자에 대해 장구를 사용할 수 있다는 경찰관직무집행법을 들어 국가보안법 위반 피의자에 대하여 계속하여 수갑과 포승을 착용한 채 조사를 하고 있다.
코리아연대는 2015년 7월 14일 오후 서울 광화문광장에서 기자회견을 열어 "경찰이 공권력을 악용해 헌법과 법률이 정한 절차를 무시한 채 올해 4∼5월 수차례에 걸쳐 정치적인 의사를 표현하는 회원들을 폭력적으로 연행하고 1인 시위마저 노골적으로 방해했다"며 "이로 인해 정신적인 충격과 고통을 받았다"는 이유로 "경찰이 불법적이고 폭력적인 방법으로 평화적인 집회·시위를 방해하고 있다"며 서울중앙지법에 법률상 정부 대표자인 법무부 장관을 상대로 경찰의 직무상 불법행위로 인한 피해를 보상하라는 손해배상 청구소송을 제기했다.
2015년 7월 16일 오후 2시 30분께 대사관 앞에서 '탄저균 가지고 미군은 떠나라'라고 적힌 현수막을 펼치고 같은 내용의 전단을 뿌리며 구호를 외치는 등 시위를 하다 서울 종로경찰서 경찰관에 의해 코리아연대 소속 진영하 진보노동자회 사무국장과 이지혜 21세기 서울여성회 대표가 집회 및 시위에 관한 법률 위반 혐의로 체포, 연행됐다. 이 과정에서 "연행 과정에서 남자 경찰들이 이 대표 몸에 손을 대는 등 성추행이 있었다"고 주장했다
2015년 8월 17일 오후 5시께  서울 미국 대사관 앞에서 '북침 핵전쟁연습 을지프리덤가디언(UFG)  중단하라' 등 현수막을 펼치고 전단을 뿌리며 2차례  기습시위를 시위를 벌이던  양고은 공동대표 등 소속 회원 4명을 집회 및 시위에 관한 법률 위반 혐의로 체포해 경찰에 연행됐다.
2015년 8월 22일 오전 5시15분쯤 서울 종로구에 위치한 주한 미국대사관 앞에서 '북침선제핵타격 을지프리덤가디언 중단하라'는 글이 적힌 플래카드를 들고 전단을 뿌려 시위를 벌인 혐의로 체포해 관악경찰서로 이송했다. 경찰에 의하면 "코리아연대 회원들이 같은 수법으로 기습시위를 지속하고 있다"며 "이번에 체포된 회원 3명도 신원 등에 대해 일체 진술을 거부했다"고 밝혔다.경찰은 2015년 10월 21일 오후부터 경찰력 1개 중대를 미대사관 일대에 배치해 "돌발행동이 우려되는 거동수상자 또는 차량에 대하여 불심검문을 벌이고 있는 것에 대해  미국 대사관이 위치한 서울 종로구 세종대로 일대에서 불심검문을 받은 시민들 사이에선 "지나친 것 아닌가"라며 불편을 호소하는 목소리가 나와 주한미국 대사관 인근에서 경찰이 강도 높은 불심검문을 실시하는 것에 대해 논란이 일고 있는 가운데 경찰은 "'자주통일과 민주주의를 위한 코리아연대' 등의 기습 시위에 대비하기 위한 것"이라고 했다.
서울중앙지법 형사15단독 최종진 판사는 2015년 6월 집회신고를 하지 않고 주한미국대사관 앞에서 '박근혜 퇴진' 등을 요구하는 유인물을 뿌리고 구호를 외치는 등 옥외집회를 열고, 2015년 8월 서울 종로구의 주한미국대사관에서 약 30m 떨어진 정문 앞에서 '탄저균 가지고 미군은 떠나라' '을지연습 중단하고 미군은 떠나라' 등 구호를 외치는 등 불법집회를 한  양모씨(32·여) 및 소속 회원 김모씨(42)에게  "옥외집회 사전신고제도는 적법한 시위를 보장하고 공공의 안녕과 질서를 유지하자는 취지로 지켜져야 한다"고 하면서 "집회 참가인원수와 집회수단·방법, 지속시간 등을 볼 때 공공의 안녕과 질서에 위험을 줬다고 보기 어렵다"는 이유로 유죄를 인정하며 벌금 100만원을 선고하면서 "미국대사관 주변에는 안전을 위해 많은 경찰관들이 배치돼 있었고 정문 앞에는 경찰관이 상주하며 대사관 출입을 통제하고 있었다 대사관이 기능하는데 안전을 침해하지 않았던 것으로 보인다 양씨 등이 현장에 상주한 경찰관들에 의해 2~5분 만에 체포됐고 일반 시민들이 집회에 동조하거나 가담하지도 않았다 대규모 집회나 시위로 확산될 우려가 없고 대사관의 기능이나 안녕을 침해할 우려도 없다"는 이유로 옥외집회·시위가 금지된 주한미국대사관 100m 안에서 집회를 연 혐의부분은 모두 무죄를 선고했다.

2015년 9월 8일 오전 7시쯤 '탄저균 가지고 미군은 떠나라'라는 글귀가 적힌 플래카드를 들고 '점령군으로 들어온 미군은 떠나라' 등의 구호가 적힌 전단 5종류를 뿌리며 주한미국대사관으로 돌진한  코리아연대 소속 회원 5명을 집회 및 시위에 관한 법률 위반 혐의로 체포해 서울 구로경찰서로 옮겼다.
코리아연대 일부 조직원과 주변인의 금융계좌에 대한 압수수색 영장을 발부받아 입출금 내역을 살핀 결과 몇몇 계좌가 코리아연대의 조직 운영자금으로 사용된 사실을 확인했다. 조직원 A씨는 "유럽에서 일본군 위안부 문제를 홍보하겠다"는 목적으로 서울시로부터 지원받은 2천만원을 계좌로 송금받아 일부를 코리아연대의 운영 경비로 쓰거나 관할 구청에서 근로자복지센터를 위탁 운영하면서 코리아연대 소속 인사 2명을 센터에 취직시키기도 했다.

국가보안법 위반 혐의로 구속되어 서울구치소와 성동구치소에 수감된 코리아연대 자금책 김모(41·여)씨 등 코리아연대 조직원 3명 앞으로 2015년 10월 8일 김일성의 생애와 항일무장투쟁 및 혁명활동을 미화·찬양하는 내용으로 북한이  1992년 김일성 80회 생일 때부터 발행해 그의 생전에 1∼6권이, 사후에 7∼8권이 출간된 김일성 회고록 '세기와 더불어'(전8권)가 한 사람에 4권씩 총 12권이 우체국 택배로 배달된 사실이 구치소 측에 의해 영치물 수색 과정에서 적발되어 경찰이 발송자 추적에 나선 결과 택배 발송자가 현재 미국에 체류 중인 것으로 파악된 코리아연대 공동대표 이모(44)씨로 돼 있는 점으로 미뤄 소속 조직원이 이씨의 이름을 빌려 책을 보낸 것으로 보고 있다.
경기지방경찰청 보안수사대가 이적단체 구성 등의 혐의(국가보안법 위반)로 코리아연대 소속 김대봉씨를 긴급체포하여 수원남부경찰서 유치장에 수감하자 2015년 10월 28일 수원남부경찰서 앞에서 동료 회원의 면회를 요구하며 기습 시위를 벌였다. 또, 이날 오후 7시30분께 수원남부경찰서 정문에서 ‘국정화 위기탈출용 상투적인 공안탄압 박근혜는 코리아연대 그만 탄압하라’는 피켓을 들며 찬송가 등을 부르며 시위를 했다.
코리아연대 회원들은 2015년 11월 2일 오전 7시40분께 서울 종로구 세종대로 주한 미국 대사관 앞에서 코리아연대 공동대표 양모(33·여)씨 등 3명이 사전에 경찰에 신고하지 않은 채  '탄저균 가지고 미군은 떠나라', '박근혜 정권 퇴진' 등의 구호가 적힌 현수막과 함께 전단을 살포하면서 기습 시위를 벌이다 미국 대사관 경비대에 의해 집회 및 시위에 관한 법률 위반 및 특수공무집행방해 혐의로 체포되어 동대문경찰서로 인계됐다. 이에 대해 코리아연대 관계자는 "별도의 해산명령도 없이 무조건 연행했다"는 이유로 "이들이 석방될 때까지 릴레이 피켓 시위를 할 예정"이라고 밝혔다.

코리아연대 회원 한준혜, 김경구, 최민 등 회원 3명이 2015년 12월 1일 오후 2시 20분쯤 서울 종로구 주한 미국대사관 앞에서 '탄저균 가지고 미군은 떠나라'라는 현수막을 들고 '박근혜 정권 퇴진! 뒤집자 재벌세상! 모이자 광화문 광장으로! 가자 청와대로!' 등의 내용이 적힌 전단을 뿌리다 시위를 벌이다 경찰에 연행됐다. 연행 후 조사를 받고 석방되었다. 코리아연대는 이날 시위에 대해 "12월1일이 국가보안법이 제정된 날이기 때문에 구속을 각오하고 이들 회원들이 투쟁을 벌였다"고 밝혔다. 코리아연대 측은 세 회원의 석방을 요구하며 경찰서 앞에서 1인 시위를 진행했다.
코리아연대는 2016년 1월 11일 오전 서울 서초구 서울중앙지법 앞에서 기자회견을 열고 "2015년 7월 연행된 김씨는 연행 전 갑상샘암을 앓고 있었는데 당국이 적절한 조치를 취하지 않아 현재 건강이 위험한 상태"라고 주장하면서  "갑상샘 제거 수술을 받은 이후 정기적인 호르몬 대체약물을 필요로 하는 상황이었으나 연행 직후 10일간 단식투쟁을 하면서 첫 번째 약물복용을 놓쳤다.  이후 의료전문가의 정기적 입회도 없이 호르몬 대체약물을 복용하다 과다하게 복용하게 됐고, 김씨는 현재 가슴 두근거림과 질식감, 어지러움, 공황장애 등을 겪고 있다."고 말했다. 이에 국제앰네스티도 김씨의 건강을 우려하며 긴급행동을 취했다고 설명했다.
코리아연대 회원 한모, 최모씨 등 2명이  2016년 1월 15일 낮 12시쯤 서울 종로구 주한 미국대사관 앞에서 '탄저균 가지고 미군은 떠나라'라는 현수막을 들고 '대북심리전방송 중단하라! 북침핵전쟁연습 중단하라! 반북호전 박근혜정권 퇴진하라!' 등의 구호를 외치고 이같은 내용이 적힌 전단을 뿌리다 시위를 벌이다 경찰에 연행되어 집회 및 시위에 관한 법률 위반으로 입건돼 현재 서울 동대문경찰서에서 조사를 받았다. 코리아연대는 이날 시위에 대해 "북의 수소탄시험성공에 대한 대응으로 확성기를 설치해 남북간 군사적긴장이 고조되고 있는 현 상황에 대해 엄중 경고한 것"이라고 밝혔다.

코리아연대 회원들은  충남 천안시 목천읍 신계리에 위치한 충남보안수사대 목천분실 앞에서  충남경찰청 보안수사대가 2015년 12월 코리아연대 핵심 간부 3명을 체포, 연행하는 과정에서 자행한 인권유린과 이러한 사실을 알리기 위해 목천분실 앞에서 선전활동을 하고 있던 코리아연대회원 2명에게 욕설을 퍼붓고 폭행한 행위를 규탄하며 항의시위를 펼쳤다.

자유총연맹은 성명을 통해, “최근 코리아연대(자주통일과 민주주의를 위한 코리아연대) 등 일부 종북 및 친북단체들이 중국 내 북한 식당 종업원 탈북‧귀순 사건과 관련, 사건을 왜곡하여  대통령의 실명을 거론,  ‘정부 퇴진’을 요구하는 시위까지 벌이고 있는 것을 도저히 용납할 수 없으며, 이들 단체의 공식 해명과 사과를 강력히 촉구한다”고 말했다.
코리아연대는 2016년 6월 7일 오전 11시 서울 주한미국대사관 인근에서 기자회견을 갖고 “사법부는 암투병 환자인 김혜영 양심수에게까지 항소심에서도 징역 2년을 선고하였다 암투병 환자에게까지 실형을 선고한 것은 박근혜 정부의 인권유린의 극단을 보여주고 있다”고 비판하면서 암투병 환자인 김혜영 씨가 13일째 옥중단식을 벌이고 있으며 ‘자주통일민주주의코리아연대’(이하 코리아연대) 구속자 8명도 감옥에서 동조단식에 돌입했다.

## 재판
- 서울지방경찰청 보안2과는 2014년 12월 22일 인터넷 카페 등을 통해 북한의 선군정치를 옹호, 찬양하고 이적단체 '연방통추범민련 남측본부' 등과 연대, 연방제 통일·국가보안법철폐 투쟁 등을 지속적으로 전개하고 2011년 김정일 전 국방위원장 조문을 위해 공동대표를 밀입북시킨 것뿐만 아니라 2013년 11월에 열린 ‘재독일동포협력회의’가 독일 포츠담에서 주최한 세미나에도 국내 인사들을 보내는 등 해외 친북단체와 연계해 이적활동을 적극적으로 하고 있는 '코리아연대' 소속원 9명의 주거지와 북한의 주장에 동조하는 내용의 이적 문건을 제작, 반포한 혐의 등으로 '민통선 평화교회' 목사 이모씨의 주거지와 사무실 등 8곳에 대해서도 압수수색을 실시했다.[26] 서울지방경찰청 보안수사대는 2011년 김정일 사망 당시 프랑스에 머물던 코리아연대 공동대표 황혜로(39·여)씨를 밀입북 시키고 집행부가 친북 성향 유인물을 배포하고, 관련 세미나 등에 참석해 북한 주장에 동조하고 2013년 11월 독일 포츠담에서 열린 국제학술회의에서 북한 통일전선부 조직원과 회합하고, '촛불신문' 등 이적단체를 구성하여 이적표현물을 제작·반포한 혐의로 2015년 7월 15일 오전 서울 종로구에 있는 시민단체 코리아연대 사무실, 농성장, 인쇄소, 홈페이지관리 서버업체 등 코리아연대 관련 6곳에 100여명의 경찰관을 투입해 압수수색했다. 2015년 7월 15일에 발부받은 집행부 10명에 대한 체포영장을 통해 강모 교육위원을 주거지에서 체포하고 7명의 행방을 추적하면서 해외에 체류 중인 나머지 2명에 대해서는 체포영장을 근거로 수배를 내렸다.[27] 2015년 7월 23일 도피 중이던 공동대표 이상훈을 체포해 26일 회원 김혜영과 함께 구속했고, 25일에 집행부 1명을 체포해 불구속 입건한 뒤, 26일에 강원도 춘천에서 다른 공동대표 이 모씨를 체포했으며 구속영장을 신청했다.[28] 서울지방경찰청 보안수사대는 2015년 8월 18일에 1993년 간첩죄로 구속돼 실형을 선고받은 총책 조모씨(47)의 주도 하에 2011년 11월 세종시에서 6개 단체와 함께 북한식 사회주의를 목표로 한 단체를 결성해 북한의 선군정치를 찬양하고 한미연합군사훈련 반대 등 이적활동을 지속하면서 북한 체제에 동조하고 반정부 투쟁을 전개한 혐의(국가보안법 위반 등)로 코리아연대 공동대표 이모씨(40·여). 김혜영 등 3명을 구속, 검찰에 송치하고 전 공동대표 김씨(40 ·여) 등 4명을 불구속 입건했다.[29] 서울중앙지검 공안1부(부장검사 백재명)은 연세대 92학번으로 학생운동권 출신으로 2011년 12월 북한 김정일 국방위원장이 사망한 직후 당시 프랑스에 머물던 코리아연대 공동대표 황혜로(39·여)씨를 정부 허가 없이 몰래 밀입북시켜 조문하게 하고 2013년 4월 ‘코리아서울연대’를 만들고 결성식에 참석해 “서울연대는 서울에 있기 때문에 청와대, 미국대사관, 국방부 등을 상대로 더 많은 투쟁을 벌여야 한다”며 당시 김관진 국방부 장관, 정승조 합참의장, 원세훈 국가정보원장의 처벌을 요구함으로써 북한에 동조한 코리아연대 공동대표 이모(43)씨와 단국대 93학번으로 학생운동권 출신으로 2013년 4월 ‘21세기서울경기여성회’를 만들고 결성식에서 한미연합 군사훈련 중단, 주한미군 철수, 파쇼정권 타도, 연방제 통일 등을 주장함으로써 북한에 동조한 코리아연대 기관지이자 북한 주장에 동조하고 북한을 찬양한 ‘더 프론트’를 소지한  코리아연대가 운영 중인 인터넷매체 ‘21세기민족일보’ 편집위원인 코리아연대 재정 담당자 김모(41·여)씨를 국가보안법상 이적단체 구성과 찬양·고무 등 혐의로 2015년 8월 19일 구속기소했다.[30] 서울중앙지검 공안1부(부장검사 백재명)는 코리아연대가 북한과 교류했으며 이적단체인 범민련 남측본부와 연계하고, 북한의 대남선전활동 동조하는 등 북한의 대남혁명 전략을 실천했다고 보고 이적단체 구성과 함께 2011년 12월 김정일이 사망하자 대표단과 모의해 홍모씨를 조문단으로 파견하는 데 관여한 재정담당 대외협력국장 이모(여·41)씨를 2015년 8월 26일 구속기소했다. 당초 체포영장을 발부받은 집행부 10명 중 외국 도피자를 제외하고 미검거 상태였던 마지막 1명인 코리아연대 공동대표 지씨를 서울 관악구 신림동 일대에 은신처를 마련해 머물다 인근에 잠복해있던 경찰에 의해 2015년 10월 20일 오후 4시40분께 체포했다.[31] 경기지방경찰청 보안수사대는 2015년 7월 미군철수를 주장하며 미 대사관 앞에서 집회를 개최했던 코리아연대 결성과정에 깊숙이 관여하는 등 국가보안법 위반 혐의로 법원의 영장을 받은 코리아연대 김대봉(41)을 서울구치소 인근 버스정류장에서 국가보안법 이적단체 구성 등의 혐의로 2015년 10월 28일 체포됐다. 2015년 12월 20일경에는 충남에서 활동하는 최민씨가 체포돼 구속되었다.[32][33] 코리아연대 회원 한준혜(41)씨가 2016년 1월 10일 오전 11시 30분경 충남 공주 집 앞에서 미리 대기하고 있던 15명의 충남지방경찰청 보안수사대에 의해 체포,국가보안법 위반 혐의로 경찰에 연행되어 천안 동남경찰서에서 조사했다.[34] 대전지방법원은 2016년 1월 13일 오후 영장실질심사를 벌여 "코리아연대 회원인 건 맞지만, 중요 간부는 아니다"고 반박하면서 "경찰이 사전 소환 통보 없이 무리하게 강제 소환에 나섰다 출석요구서를 보내달라는 요청에도 1년 가까이 소환통보조차 하지 않았다"고 하였음에도 불구하고 '증거 인멸과 도주 우려가 있다'는 이유로 구속영장을 발부했다.[35] 충남지방경찰청 보안수사대는 2016년 1월 17일 오후 4시쯤 천안 동남경찰서 앞에서 이날 같은 단체 한준혜 회원(41)의 석방을 요구하는 집회를 마치고 귀가하던 길이었던 김경구씨(38)를 국가보안법 위반 혐의로 체포했다.[36] 서울중앙지방법원 형사합의30부(부장판사 이동근)는 범민련 남측본부 등 다른 이적단체와 연계해 각종 반미 자주화 및 반정부 투쟁 등을 전개하고, 북한의 핵실험과 연평도 포격을 옹호하는 등 이적활동을 해온 단체에서 활동하면서 2013년 4~5월 코리아서울연대, 21세기서울경기여성회 등 코리아연대 산하 지역조직을 결성하고 이적 내용이 담긴 코리아연대 기관지 '더 프론트(THE FRONT)'를 소지하고 조직원들에게 배포한 코리아연대 이씨 등 4명에 대해 범민련 남측본부 등과 상당한 연관성을 지닌 점, 반국가단체인 북한을 적극적으로 옹호하고 동조한 점 등을 근거로 코리아연대를 이적단체로 판단하면서 국가보안법 위반(이적단체의 구성)등 혐의로 기소된 코리아연대 공동대표 이모(44)씨 등에게 "이씨 등은 지속적으로 주한미군 철수, 반정부투쟁 등의 활동을 하거나 국가보안법에 위반되는 이적표현물 등을 소지했다 국가존립의 안전이나 자유민주주의 질서 등에 실질적인 위험을 미칠 이적단체를 구성·동조했다 사상의 표현의 자유는 헌법에서 보장된 것이지만 무한정 인정될 수 없다 국가 존립의 안전, 자유민주주의 질서에 방해될 경우 제한돼야 한다"고 하면서 "반국가단체인 북한을 추종해 사회불안을 야기하는 것은 허용될 수 없다 코리아연대는 표면적으로 파괴적 요소가 다소 미약하다 하더라도 이는 내면의 이적성을 감추기 위한 수단에 불과하다"고 판단하면서  "이씨 등은 이적단체의 핵심 조직원들로서 전면에서 활발히 이적 활동을 했다 잘못을 뉘우치지 않는 등 점 등을 고려하면 엄정히 처단할 필요가 있다"는 양형이유로 2016년 1월 29일 이모(44)씨에게 징역 2년 자격정지 3년, 코리아연대 재정담당 김모(42·여)씨와 대외협력국장 이모(43·여)씨는 각 징역 2년과 자격정지 3년을 선고했다. 서울중앙지법 형사합의21부(김도형 부장판사)는 27일 코리아연대에 대하여 "결성 과정에서 과거 이적단체로 규정된 범민련 남측본부와 연대를 맺었고 북한을 적극적으로 옹호·동조해온 조모씨를 추종해온점 등이 실질적인 반국가 단체로서 북한을 찬양하고 북한의 사상에 동조하려는 목적으로 구성된 것으로 보이기에 국가에 실질적 해악을 끼칠 위험을 가진 이적단체"라고 하면서 공동대표 지모(40)씨에게 "지씨 등은 국가존립의 안전이나 자유민주주의 질서 등에 실질적인 위험을 미칠 이적단체를 구성했다 반국가단체인 북한을 추종하고 사회분열을 일으키는 것은 허용될 수 없다 사상의 표현 자유는 아무런 제한 없이 인정되지 않는다 국가 존립의 안전, 자유민주주의 질서에 방해될 경우 제한돼야 한다"고 하면서 "코리아연대가 이적단체임이 분명한 이상 죄책에 상응하는 처벌이 불가피하다 코리아연대가 가진 영향력의 정도 등을 고려했다"는 이유로  지모(40)씨 징역 2년 및 자격정지 3년, 이모(40)씨에게 징역 1년6월 및 자격정지 2년을 선고하면서  2011년 12월 김정일 북한 국방위원장이 숨지자 또 다른 공동대표 황모씨를 밀입북시킨 혐의는 "황씨(입북 후 프랑스로 도피)의 기자회견 내용만으로는 사실관계가 입증되지 않는다"는 이유로 무죄로 판단했다. 같은 혐의로 기소된 김모(41)씨 등 3명에게는 각각 징역 1년6개월~징역2년에 집행유예 3년, 자격정지 2년~3년을 선고했다. 코리아연대 공동대표 2명과 재정 담당자는 모두 징역 2년과 자격정지 3년을 선고했다.[37] 서울고등법원 형사4부(부장판사 김창보)는 19일 국가보안법위반 혐의로 재판에 넘겨진 코리아연대 공동대표 지모씨(40)와 이모씨(40)에게 "지씨 등이 소속된 코리아연대는 북한 이적단체의 주장과 동일한 목표를 주장하는 단체이고, 이들은 단체의 핵심조직원들로서 그 결성과 활동과정에서 중요한 역할을 수행했다"며 "사상·표현의 자유는 헌법상 보장돼야 할 기본권이지만 이를 넘어서 북한의 주의·주장을 답습하면서 맹목적으로 추종하는 것은 허용되지 않는다"고 하면서도 1심에서 유죄의 증거로 인정한 카카오톡의 대화 내용에 대해서는 위법하게 수집된 증거로 보고 증거능력이 없다고 판단하여 1심과 같이 각각 징역 2년 및 자격정지 3년, 징역 1년6월 및 자격정지 2년을 선고했다. 함께 기소된 김모씨 등 3명에게는 각각 징역 1년6월~징역2년에 집행유예 3년, 자격정지 2년~3년이 선고됐다.[38] 대법원 3부(주심 박병대 대법관)는 2016년 10월 13일 코리아연대 공동대표 이모(44)씨에게 징역 2년에 자격정지 3년,  재정담당 김모(42·여)씨와 대외협력국장인 또 다른 이모(43·여)씨에 대하여 “전기통신의 감청은 전자장치 등을 사용해 실시간으로 카톡에서 송수신하는 문언을 청취하여 지득하는 방식 외에 다른 방식으로 집행해서는 안 된다”는 이유로 “카카오의 통신제한조치 허가서 집행은 통신비밀보호법의 감청이라 볼 수 없으므로 위법하다”고 하면서도 "위법하게 수집된 카톡 대화를 증거로 인정하지 않아도 다른 증거로 이씨 등의 유죄는 인정된다"고 하면서 원심을 확정했다.[39]
- 대전지방검찰청 공안부(부장검사 박진원)는 2011년 11월, 코리아연대를 구성한 뒤 이적활동과 관련된 각종 행사를 주최하고 김정은 찬양과 북한 핵 옹호 등의 내용을 담은 이적 표현물을 제작, 소지하고 2015년 12월 미국 대사관 앞에서 기습 시위를 하였으며 시민 통행이 잦은 천안역 광장 등에서 북한의 주장을 그대로 담거나 핵무기 보유를 옹호하는 유인물을 배포한 코리아연대 충남 공동대표인 최모(37) 씨와 한모(40·여) 씨, 김모(37) 등 3명을 국가보안법 위반 혐의로 2016년 2월 3일 구속기소했다고 하면서  한모(40·여)가 코리아연대를 결성하는데 주도적인 역할을 한 것으로 보고 있으며 "피고인들의 주거지를 압수수색해서 코리아연대가 북한의 '대남혁명론'을 그대로 실천할 광범위한 통일전선체임을 확인했다"고 밝혔다.[40]
- 충남보안수사대가 출석요구서 없이 한씨를 강제 구인하고 경찰서 진술실에서 수갑을 채워 인권 침해 논란이 있은 가운데 대전고등법원 제 1형사부(재판장 윤승은)은 2016년 1월 구속되어  6월에 열린 1심 법원에서 이적표현물 반포 혐의 일부와 교통방해 혐의에 대해서는 각각 무죄 판단하면서 징역 1년 6월·집행유예 2년·자격정지 3년 선고형을 받고 출소했지만 "단체 초기부터 활동했고, 같은 기간 동안 활동하다 서울고등법원으로부터 징역 2년 또는 징역 1년 6개월을 선고받은 간부들과의 형평성을 고려했다"는 이유로 2017년 1월 20일 오후 2시  최씨와 한씨에 대해 1심 판결과 같은 형량을 유지하면서도 '집행유예'를 취소하며 법정구속했다.[41]
- 2016년 1월  전 '자주통일과 민주주의를 위한 코리아연대' 회원에 대하여 국가보안법 위반(찬양, 고무) 혐의로 구속하였다가 같은 해 6월,  검찰의 기소내용 중 이적표현물 반포 혐의 일부와 교통방해 혐의에 대해서는 각각 무죄 판결하면서 징역 1년 6월·집행유예 2년·자격정지 3년을 선고했지만 대전고등법원 제 1형사부(재판장 윤승은)은 1심 판결과 같은 형량을 유지하면서도 "단체 초기부터 활동했고, 같은 기간 동안 활동하다 서울고등법원으로부터 징역 2년 또는 징역 1년 6개월을 선고받은 코리아연대 간부들과 형평성을 고려했다"고 밝히면서  '집행유예'를 취소했다.[42]
- 서울중앙지검 공안1부(부장 김재옥)는 2013년 4월 총책 조씨의 주도 아래 북한의 대남혁명론을 국내에서 실천하기 위해 21세기 코리아연구소 등 6개 단체가 연대해 2011년 11월에 구성한 단체로서 북한 대남혁명노선을 추종하는 이적단체인 코리아연대에 가입한 후 2014년 4월부터 공동대표로 있으면서 2015년 6월부터 2016년 5월까지 현재 프랑스에 체류 중인 코리아연대 총책 조모씨와 함께  '미군철수가 시행될 수 있도록 더욱 투쟁해야겠다는 생각이 들었다' '반파쇼 대중적 항쟁만이 정권을 퇴진시키고 민중이 주인이 되는 참세상을 앞당길 것' 등의 발언으로 북한과 북한 사회주의, 김정은, 선군정치 등을 찬양·미화하고 주한미군 철수와 연방제 통일 등의 내용으로 인터넷 팟캐스트 방송을 16회를 진행하고 2016년 6월10일과 17일 서울시 종로구  미국대사관 부근에서 주한미군 철수, 북미평화협정체결, 연방제 통일 등을 주장하는 내용의 집회를 2회 개최할 뿐만 아니라 7월에는 북한 사회주의, 김일성 3부자, 선군정치 등을 찬양·미화하고, 주체사상, 대남혁명 기초이론과 그에 따른 북미평화협정체결 등을 주장하는 내용의 '레지스탕스' 책자 총 7종 286권을 소지하고 7월 1일 코리아연대 해산을 선언한 이후에는 환수복지당 창당준비위원회 대변인 자격으로 미국 대사관 부근에서 박근혜 정부 퇴진, 미군기지 환수 등을 주장하면서 1인 시위를 진행한 양모(32·여)씨를 국가보안법 위반(이적단체가입·이적동조) 혐의 등으로 2016년 9월 26일 구속 기소했다.[43][44] 서울중앙지방법원 형사28부는 2017년 3월 22일 "사상과 표현의 자유는 무한정이 아니고, 국가 존립과 안전 등에 따라 제한이 불가피하다"고 하면서 북한 체제 미화 등으로 국가보안법위반 혐의를 받은 환수복지당 대변인 양모(33·여)씨에 대해 징역 1년 6개월에 자격정지 3년, 집행유예 3년을 선고하였다. 재판부는 "양씨가 2014년부터 공동대표로 활동한 코리아연대가 반정부 투쟁과 조직원 밀입국 등을 볼 때, 실질적으로 북한을 찬양하고 동조했다"고 하면서 코리아연대 공동대표 자격으로 집회에 참여해 반국가단체 행위를 외부에 표시했다는 점을 들어, 조직원들과 공모하지 않았다는 주장도 인정하지 않았다. 또한 "대부분 핵심 조직원이 작성한 북한 이념 추종과 찬양, 3대 세습 정치 미화, 주한미군 철수와 연방제 통일 주장 등이 들어가 있다"며 "표현의 자유와 다른 시각에 대한 포용성을 고려하더라도, 대한민국의 존립과 안정에 공격적인 내용"이라고 하면서 "북한이 대화와 협력의 대상이지만, 여전히 대한민국을 전복하려는 반국가 단체의 성격도 가진다"며 "북한 체제를 무비판적으로 추종한 피고인의 행위는 그에 상응하는 처벌이 불가피하다"고 지적했다. 서울고법 형사11부(부장판사 이영진)는 2017년 9월 15일 양모(33·여)씨에게  "이적 동조 및 이적 표현물 소지 등과 관련해 방대한 기록을 면밀히 살펴본 결과, 일부 헌법에서 보장된 표현의 자유의 범위에 있을 수는 있으나 전체적으로 이적 표현물을 소지하고 이적 동조를 했다고 보는 것이 옳다고 봤다"고 판단하면서 "코리아연대가 이적 단체인지 여부는 이미 대법원 판결이 있고 하급심에서도 여러 차례 이적 단체라는 판결이 있어 무시하기 어렵다"는 이유로 원심과 같이 징역 1년6개월에 집행유예 3년, 자격정지 3년을 선고했다.[45]
- 경기지방경찰청 보안수사대는 2011년 12월부터 2013년 4월까지 인터넷에 북한을 찬양하는 내용의 게시글을 60여 차례에 걸쳐 올린 '자주통일과 민주주의를 위한 코리아연대' 소속 회원 28살 남창우를 2015년 5월 6일 오전 충남 공주대학교 근처에서 체포했다. 이에 코리아연대 회원 20여 명은 경기도 수원시 영통구 수원남부경찰서 앞에서 기자회견을 열고 "박근혜 정권의 공안탄압과 관련해 농성을 벌이는 코리아연대에 대한 조직탄압"이라고 하면서 "남 씨에 대한 면회를 요구하고 있지만 경찰이 불응하고 있다"고 했다. 검찰은 비정규직 차별철폐를 위한 집회에 참가하거나 반값등록금 촛불문화제 참석은 물론 수년째 대형서점에서 팔리고 있는 책을 읽고 토론한 사실, 친일청산을 위한 역사강연 참석 등이 국보법 위반의 증거라고 밝혔다.[46][47]
- 서울중앙지방법원 형사28부(부장판사 최병철)는 2013년 4월 코리아연대에 가입한 이후 2014년 4월부터 공동대표로 활동하면서 코리아연대 총책 조모씨와 함께 2015년 6월부터 1년동안  '미군철수가 시행될 수 있도록 더욱 투쟁해야겠다는 생각이 들었다' '반파쇼 대중적 항쟁만이 정권을 퇴진시키고 민중이 주인이 되는 참세상을 앞당길 것'  등 북한을 찬양·미화하고 주한미군 철수와 연방제 통일 등을 주장하는 인터넷 팟캐스트 방송을 16차례 진행한 환수복지당 대변인 양모(33·여)씨에 대해  "코리아연대는 반국가단체로서의 북한을 무비판적으로 옹호하고 그 주장을 그대로 답습하면서 북한을 추종했다"면서 "코리아연대는 북한이 대한민국에 대해 목표한 바와 동일한 방향을 지향하는 활동을 한 이적단체에 해당한다"고 하면서 "양씨가 이적단체인 코리아연대의 공동대표로서 적극적인 활동을 했다"며 "현재 북한이 여전히 우리의 자유민주주의 체제를 위협하고 있는 상황이다. 양씨의 국가보안법 위반 행위는 그에 상응하는 처벌이 불가피하다"고는 하지만 "양씨가 코리아연대 결성 과정에 관여한 것은 아니다"면서 "다른 공동대표와 비교해 주도적으로 활동한 것으로 보이지 않는다. 양씨가 폭력적인 수단을 통해 국가의 존립·안전이나 자유민주적 기본질서를 폐지할 것을 직접적으로 선동하지 않은 점 등을 참작했다"[48]는 이유로 2017년 3월 22일  징역 1년 6개월에 자격정지 3년, 집행유예 3년을 선고했다.[49]
- 광주지방경찰청 보안과는 2017년 3월 20일 오전 7시40분께 통일세대를 위한 교육기관인 6·15학교에서 활동하는 곽성용 씨의 자택에서 PC, 노트북 3대, USB, 휴대전화와 서적 등을 압수수색해 노트북에서 문서 10여 건,  '평양에 두고 온 수술가방'(오인동·창비), '혁명은 이렇게 조용히'(우석훈·레디앙미디어), '북한 과학기술 형성사1'(강호제·선인), '우리사회분석1 - 정치군사편'(우리사회연구소·도서출판 615), '재미동포아줌마 북한에 가다'(신은미·네잎클로버), '사진과 그림으로 보는 북한현대사'(김성보 등·웅진 지식하우스) 등 책 6권을 압수했다. 경찰은 곽성용의 대학생 시절인 10년 전 청학연대 활동과 이적표현물 소지 및 배포 혐의로 압수수색 영장을 발부받았다.[50]
- 수원지방법원 형사11부 송경호 판사는 2003년 설립된 21세기코리아연구소를 중심으로 한 6개 단체의 연대조직인 코리아연대가 2011년 11월 결성할 때부터 출범을 준비하는 등 주요 역할을 하면서 2012년 1월과 7월에 회원들을 대상으로 북한의 조국통일 3대 헌장, 통일전선이론, 선군정치 등을 주제로 사상학습을 하고 북한의 대남선전·선동 노선에 동조하는 토론회에 참석하는 등 코리아연대 핵심 회원으로 최근까지 활동을 계속하면서 ‘북한의 핵 보유는 당연한 것’이라는 내용의 이적표현물 7건을 배포·소지한 남모(31)씨에 대하여  “북한의 핵무기 개발과 관련된 안보문제가 사회적 큰 화두로 떠오른 상황에서 피고인의 이 같은 행위는 엄중한 처벌이 불가피하다”는 이유로 2017년 11월 13일 징역1년 6월을 선고하면서 자격정지 1년 6개월을 명령했다.[51]

## 같이 보기
- 한국의 재통일
- 한국의 통일방안
  - 코리아연방공화국
  - 고려민주연방공화국안
- 민족 해방 (운동권)
- 국가보안법
- 대한민국의 이적단체